# Rev (proteina)
Rev (Regolatore dell'Espressione del gene Virale) è una proteina di 13 KDa codificata dal genoma di HIV, che direziona la fuoriuscita di mRNA virale con o senza splicing dal nucleo al citoplasma della cellula ospite.